# Premi FIPRESCI (Berlinale)
El premi FIPRESCI és un guardó cinematogràfic atorgat des de 1957 durant el Festival Internacional de Cinema de Berlín per un jurat format per crítics de cinema internacionals a través de la Federació Internacional de la Premsa Cinematogràfica (FIPRESCI) per donar suport al cinema de gènere, arriscat, original i personal.

## Palmarès
La llista de premiats prové del lloc oficial de FIPRESCI, les seves seleccions de la base de dades de la Biennal.
| Any  | Pel·lícula | Director | Estat | Secció |
| ---- | --- | --- | --- | --- |
| 1957 | Woman in a Dressing Gown | J. Lee Thompson | Regne Unit | Competició |
| 1957 | Ingen tid til kærtegn | Annelise Hovmand | Dinamarca | |
| 1958 | Ice Cold in Alex | J. Lee Thompson | Regne Unit | |
| 1958 | Maduixes silvestres (Smultronstället)                                                                                          | Ingmar Bergman | Suècia | Competició |
| 1958 | Der Jaguar-Tanz Jaguar | Sean Graham | Ghana | Curtmetratge |
| 1959 | Kakushi toride no san akunin (隠し砦の三悪人)                                                                                  | Akira Kurosawa | Japó | Competició |
| 1960 | The Angry Silence | Guy Green | Regne Unit | |
| 1961 | La nit (La notte) | Michelangelo Antonioni | Itàlia | Competició |
| 1962 | Zoo (Curtmetratge) | Bert Haanstra | Països Baixos | Competició |
| 1963 | La rimpatriata | Damiano Damiani | Itàlia | |
| 1963 | Mikrés Aphrodítes (Μικρές Αφροδίτες)                                                                                           | Nikos Kúnduros | Grècia | Competició |
| 1964 | La visita | Antonio Pietrangeli | Itàlia | |
| 1964 | Herrenpartie | Wolfgang Staudte | Alemanya | Competició |
| 1965 | Repulsió | Roman Polanski | Regne Unit | Competició |
| 1965 | Kärlek 65 | Bo Widerberg | Suècia | |
| 1966 | Le stagioni del nostro amore                                                                                                   | Florestano Vancini | Itàlia | |
| 1967 | Alle Jahre wieder | Ulrich Schamoni | Alemanya | Competició |
| 1968 | Nevinost bez zastite | Dušan Makavejev | Iugoslàvia | Competició |
| 1969 | No atorgat | No atorgat | No atorgat | No atorgat |
| 1970 | El festival es va interrompre dos dies abans de l'entrega de premis, a causa de la polèmica despertada per la pel·lícula O.K.. | El festival es va interrompre dos dies abans de l'entrega de premis, a causa de la polèmica despertada per la pel·lícula O.K.. | El festival es va interrompre dos dies abans de l'entrega de premis, a causa de la polèmica despertada per la pel·lícula O.K.. | El festival es va interrompre dos dies abans de l'entrega de premis, a causa de la polèmica despertada per la pel·lícula O.K.. |
| 1970 | Menció especial a les pel·lícules d'Amèrica Llatina                                                                            | | | |
| 1971 | Anaparastasi (Αναπαράσταση) | Theo Angelopoulos | Grècia | |
| 1971 | W.R. – Misterije organizma | Dušan Makavejev | Iugoslàvia | |
| 1971 | Argentina, mayo de 1969: Los caminos de la liberación                                                                          | Film en sketchs | Argentina | |
| 1971 | Menció especial a les pel·lícules de la de la secció Forum                                                                     | | | |
| 1972 | L'udienza | Marco Ferreri | Itàlia França | |
| 1972 | Family Life | Ken Loach | Regne Unit | |
| 1973 | Les noces rouges | Claude Chabrol | França Itàlia | |
| 1973 | Méres tou '36 (Μέρες του '36)                                                                                                  | Theo Angelopoulos | Grècia | |
| 1973 | Lo stagionale | Alvaro Bizzarri | Suïssa | |
| 1974 | Tabiate bijan | Sohrab Shahid Saless | Iran | Competició |
| 1974 | To proxenió tis Ánnas (Το προξενιό της Άννας)                                                                                  | Pantelis Vulgaris | Grècia | |
| 1974 | Menció especial a les pel·lícules gregues de la secció Fòrum                                                                   | | | |
| 1975 | Dar Ghorbat | Sohrab Shahid Saless | RFA Iran | |
| 1975 | Chorus | Mrinal Sen | Índia | |
| 1975 | Kalina Krasnaia (Калина красная)                                                                                               | Vassili Xukxín | Unió Soviètica | |
| 1975 | Tagebuch | Rudolf Thome | Alemanya | |
| 1975 | Istenmezején 1972-73-ban | Judit Elek | Hongria | |
| 1975 | Matti da slegare | Silvano Agosti, Marco Bellocchio, Sandro Petraglia i Stefano Rulli                                                             | Itàlia | |
| 1976 | Les llargues vacances del 36                                                                                                   | Jaime Camino | Espanya | |
| 1976 | Chhatrabhang | Nina Shivdasani | Índia | |
| 1976 | Kaddu Beykat | Safi Faye | Senegal | |
| 1977 | Voskhozhdenie (Восхождение) | Larissa Xepitko | Unió Soviètica | |
| 1977 | Mababangong bangungot | Kidlat Tahimik | Filipines | |
| 1977 | Homenatge a Yılmaz Güney pel conjunt de la seva obra                                                                           | | | |
| 1978 | Apám néhány boldog éve | Sándor Simó | Hongria | |
| 1978 | Dayereh mina (دایرهٔ مینا) | Dariush Mehrjui | Iran | |
| 1979 | Albert – warum? | Josef Rödl | Alemanya | |
| 1979 | My Way Home | Bill Douglas | Regne Unit | |
| 1979 | La Macchina cinema | Silvano Agosti, Marco Bellocchio, Sandro Petraglia i Stefano Rulli                                                             | Itàlia | |
| 1980 | Solo Sunny | Konrad Wolf i Wolfgang Kohlhaase                                                                                               | RDA | Competició |
| 1980 | Hungerjahre - in einem reichen Land                                                                                            | Jutta Brückner | RFA | |
| 1980 | On Company Business | Allan Francovich | Estats Units | |
| 1981 | Das Boot ist voll | Markus Imhoof | Suïssa | Competició |
| 1981 | Köszönöm, megvagyunk | László Lugossy | Hongria | |
| 1981 | Dialogue with a woman departed                                                                                                 | Leo Hurwitz | Estats Units | |
| 1981 | Killer of Sheep | Charles Burnett | Estats Units | |
| 1981 | Homenatge a Yılmaz Güney pel conjunt de la seva obra                                                                           | | | |
| 1982 | Dreszcze | Wojciech Marczewski | Polònia | Competició |
| 1982 | Pastorale (პასტორალი / Пастораль)                                                                                              | Otar Iosseliani | Unió Soviètica | Forum |
| 1982 | Lebensläufe | Winfried Junge | RDA | Forum |
| 1982 | Nuestra voz de tierra, memoria y futuro                                                                                        | Marta Rodríguez i Jorge Silva                                                                                                  | Colòmbia | Forum |
| 1983 | Hakkâri'de Bir Mevsim | Erden Kıral | Alemanya / Turquia | Competició |
| 1983 | Pauline à la plage | Éric Rohmer | França | Competició |
| 1983 | Ashes and Embers | Hailé Gerima | Estats Units | Forum |
| 1983 | Busch singt - Sechs Filme über die erste Hälfte des 20. Jahrhunderts                                                           | Konrad Wolf, Peter Voigt, Ludwig Hoffmann, Erwin Burkert i Reiner Bredemeyer                                                   | RDA | Forum |
| 1984 | Love Streams | John Cassavetes | Estats Units | Competició |
| 1984 | No habrá más penas ni olvido                                                                                                   | Héctor Olivera | Argentina | Competició |
| 1984 | Nippon-koku Furuyashiki-mura                                                                                                   | Shinsuke Ogawa | Japó | Forum |
| 1985 | Tōkyō saiban (東京裁判) | Masaki Kobayashi | Japó | Fora de Competició |
| 1985 | Secret Honor | Robert Altman | Estats Units | Forum |
| 1985 | Cabra Marcada para Morrer | Eduardo Coutinho | Brasil | Forum |
| 1986 | Stammheim | Reinhard Hauff | RFA | Competició |
| 1986 | Shoah | Claude Lanzmann | França | Forum |
| 1986 | Kobieta z prowincji | Andrzej Baranski | Polònia | Forum |
| 1986 | Tong nien wang shi (童年往事)                                                                                                  | Hou Hsiao-hsien | Taiwan | |
| 1986 | Homenatge a Gábor Bódy | | | |
| 1987 | Tema (Тема) | Gleb Panfilov | Unió Soviètica | Competició |
| 1987 | Siekierezada | Witold Leszczyński | Polònia | Forum |
| 1987 | Varatz lapter | Aghasi Ayvazyan | Unió Soviètica | |
| 1988 | Komissar (Комиссар) | Aleksandr Askoldov | Unió Soviètica | Competició |
| 1988 | Dani, Michi, Renato & Max | Richard Dindo | Suïssa | Forum |
| 1989 | La Bande des quatre | Jacques Rivette | França Suïssa | Competició |
| 1989 | A dokumentátor | István Dárday i Györgyi Szalai                                                                                                 | Hongria | Forum |
| 1989 | Biglal Hamilkhama Hahi (בגלל המלחמה ההיא)                                                                                      | Orna Ben-Dor Niv | Israel | Forum |
| 1990 | Karaul (Караул) | Aleksandr Rogojkin | Unió Soviètica | Competició |
| 1990 | Near Death | Frederick Wiseman | Estats Units | Forum |
| 1991 | Le Petit Criminel | Jacques Doillon | França | Competició |
| 1991 | Die Mauer | Jürgen Böttcher | Alemanya | Forum |
| 1992 | Conte d'hiver | Éric Rohmer | França | Competició |
| 1992 | La Vie de bohème (Boheemielämää)                                                                                               | Aki Kaurismäki | França Finlàndia | Forum |
| 1992 | Edward II | Derek Jarman | Regne Unit | Forum |
| 1993 | Gorilla Bathes at Noon | Dušan Makavejev | Iugoslàvia Alemanya | Fora de competiciò |
| 1993 | Zhao Le (找乐,) | Ning Ying | R.P. de la Xina | Forum |
| 1993 | Xuese Qingchen | Li Shaohong | R.P. de la Xina | |
| 1993 | Sishi puhuo | Li Shaohong | R.P. de la Xina | |
| 1993 | Mama (妈妈) | Zhang Yuan | R.P. de la Xina | Forum |
| 1994 | Ladybird, Ladybird | Ken Loach | Regne Unit | Competició |
| 1994 | Tigrero: A Film That Was Never Made                                                                                            | Mika Kaurismäki | Finlàndia | Forum |
| 1995 | Smoke | Paul Auster i Wayne Wang | Estats Units | Competició |
| 1995 | Citizen Langlois | Edgardo Cozarinsky | França | Forum |
| 1995 | Priest | Antonia Bird | Regne Unit | Panorama |
| 1995 | Tôkyô kyôdai | Jun Ichikawa | Japó | Forum |
| 1996 | Taiyang you er (太陽有耳) | Yim Ho | Hong Kong | Competició |
| 1996 | Bulan tertusuk ilalang | Garin Nugroho | Indonèsia | Forum |
| 1996 | Chacun cherche son chat | Cédric Klapisch | França | Panorama |
| 1997 | He liu (河流) | Tsai Ming-liang | Taiwan | Competició |
| 1997 | Nobody's Business | Alan Berliner | Estats Units | Forum |
| 1997 | Sreda | Viktor Kossakovski | Alemanya | Panorama |
| 1998 | Abe Sada no shôgai (阿部定の生涯)                                                                                              | Nobuhiko Ōbayashi | Japó | Competició |
| 1998 | V toy strane (В той стране) | Lidia Bobrova | Rússia | Forum |
| 1998 | Shivrei T'munot Yerushalayim                                                                                                   | Ron Havilio | Israel | Forum |
| 1998 | Sue Lost in Manhattan (Sue) | Amos Kollek | Estats Units | Panorama |
| 1999 | Ça commence aujourd'hui | Bertrand Tavernier | França | Competició |
| 1999 | Ah haru (あ、春) | Shinji Sōmai | Japó | Panorama |
| 1999 | Dealer | Thomas Arslan | Alemanya | Forum |
| 2000 | La Chambre des magiciennes | Claude Miller | França | Competició |
| 2000 | Paragraph 175 | Rob Epstein i Jeffrey Friedman                                                                                                 | Estats Units | Panorama |
| 2000 | Monday | Sabu | Japó | Forum |
| 2001 | Italiensk for begyndere | Lone Scherfig | Dinamarca | Competició |
| 2001 | Maelström | Denis Villeneuve | Canadà | Panorama |
| 2001 | Danach hätte es schön sein müssen                                                                                              | Karin Jurschick | Alemanya | Forum |
| 2002 | Lundi matin | Otar Iosseliani | França | Competició |
| 2002 | Les Soviets plus l'électricité                                                                                                 | Nicolas Rey | França | Forum |
| 2003 | Lichter | Hans-Christian Schmid | Alemanya | Competició |
| 2003 | Wolfsburg | Christian Petzold | Alemanya | Panorama |
| 2003 | Edi | Piotr Trzaskalski | Polònia | Forum |
| 2004 | Gegen die Wand | Fatih Akın | Alemanya Turquia | Competició |
| 2004 | La Face cachée de la lune | Robert Lepage | Canadà | Panorama |
| 2004 | The Time We Killed | Jennifer Todd Reeves | Estats Units | Forum |
| 2005 | El sabor de la síndria (天邊一朵雲, Tiān biān yi duǒyún)                                                                       | Tsai Ming-liang | Taiwan | Competició |
| 2005 | Massaker | Monica Borgmann, Lokman Slim i Hermann Theissen                                                                                | Alemanya | Panorama |
| 2005 | Niu pi (牛皮) | Liu Jiayin | R.P. de la Xina | Forum |
| 2006 | Requiem | Hans-Christian Schmid | Alemanya | Competició |
| 2006 | Knallhart | Detlev Buck | Alemanya | Panorama |
| 2006 | In Between Days | So Yong Kim | Estats Units Canadà | Forum |
| 2007 | Obsluhoval jsem anglického krále                                                                                               | Jiří Menzel | Txèquia | Competició |
| 2007 | Takva | Özer Kiziltan | Turquia | Panorama |
| 2007 | Jagdhunde | Ann-Kristin Reyels | Alemanya | Forum |
| 2008 | Lake Tahoe | Fernando Eimbcke | Mèxic | Competició |
| 2008 | Rusalka (Русалка) | Anna Melikian | Rússia | Panorama |
| 2008 | Shahida | Natalie Assouline | Israel | Forum |
| 2009 | La teta asustada | Claudia Llosa | Perú Espanya | Competició |
| 2009 | Nora | Rune Denstadt Langlo | Noruega | Panorama |
| 2009 | Ai no mukidashi (愛のむきだし)                                                                                                 | Sion Sono | Japó | Forum |
| 2010 | En familie | Pernille Fischer Christensen                                                                                                   | Dinamarca | Competició |
| 2010 | Parade (Parêdo) | Isao Yukisada | Japó | Panorama |
| 2010 | El vuelco del cangrejo | Oscar Ruíz Navia | Colòmbia | Forum |
| 2011 | El cavall de Torí (A Torinói ló)                                                                                               | Ágnes Hranitzky i Béla Tarr | Hongria | Competició |
| 2011 | Heaven's Story (ヘヴンズ ストーリー, 'Hevunzu sutôrî)                                                                          | Takahisa Zeze | Japó | Forum |
| 2011 | Dernier étage, gauche, gauche                                                                                                  | Angelo Cianci | França | Panorama |
| 2012 | Tabu | Miguel Gomes | Portugal | Competició |
| 2012 | Hemel | Sacha Polak | Països Baixos | Forum |
| 2012 | L'Âge atomique | Héléna Klotz | França | Panorama |
| 2013 | Poziţia copilului | Călin Peter Netzer | Romania | Competició |
| 2013 | Inch'Allah | Anaïs Barbeau-Lavalette | Canadà / · França | Panorama |
| 2013 | Hélio Oiticica | Cesar Oiticica Filho | Brasil | Forum |
| 2014 | Aimer, boire et chanter | Alain Resnais | França | Competició |
| 2014 | Hoje eu quero voltar sozinho                                                                                                   | Daniel Ribeiro | Brasil | Panorama |
| 2014 | Forma | Ayumi Sakamoto | Japó | Forum |
| 2015 | Taxi Teheran (تاکسی, Taxi) | Jafar Panahi | Iran | Competició |
| 2015 | Paridan az ertefa kam | Hamed Rajabi | Iran | Panorama |
| 2015 | Il gesto delle mani | Francesco Clerici | Itàlia | Forum |
| 2016 | Smrt u Sarajevu | Danis Tanović | França / · Bòsnia i Hercegovina                                                                                                | Competició |
| 2016 | Aloys | Tobias Nölle | Suïssa / · França | Panorama |
| 2016 | The Revolution Won't Be Televised                                                                                              | Rama Thiaw | Senegal | Forum |
| 2017 | Testről és lélekről | Ildikó Enyedi | Hongria | Competició |
| 2017 | Pendular | Julia Murat | Brasil | Panorama |
| 2017 | Shu'our akbar min el hob | Mary Jirmanus Saba | Líban | Forum |
| 2018 | Las herederas | Marcelo Martinessi | Paraguai | Competició |
| 2018 | Ribâzu ejji (リバーズ・エッジ)                                                                                                 | Isao Yukisada | Japó | Panorama |
| 2018 | Da xiang xidi erzuo | Hu Bo | R.P. de la Xina | Forum |
| 2019 | Synonymes | Nadav Lapid | França / · Israel | Competició |
| 2019 | Dafne | Federico Bondi | Itàlia | Panorama |
| 2019 | The Children of the Dead | Kelly Copper i Pavol Liska | Àustria | Forum |
| 2020 | Undine | Christian Petzold | Alemanya / · França | Competició |
| 2020 | Mogul Mowgli | Bassam Tariq | Estats Units / · Regne Unit | Panorama |
| 2020 | The Twentieth Century | Matthew Rankin | Canadà | Forum |
| 2021 | Què veiem quan mirem cap al cel? (Ras vkhedavt, rodesac cas vukurebt?e)                                                        | Alexandre Koberidze | Geòrgia | Competició |
| 2021 | Okul Tıraşı | Ferit Karahan | Turquia | Panorama |
| 2021 | Das Mädchen und die Spinne | Silvan Zürcher | Suïssa | Forum |
| 2022 | Leonora addio | Paolo Taviani | Itàlia | Competició |
| 2022 | Bettina | Lutz Pehnert | Alemanya | Panorama |
| 2022 | Super Natural | Jorge Jácome | Portugal | Forum |
| 2022 | Coma | Bertrand Bonello | França | Encounters |
| 2023 | The Survival of Kindness | Rolf de Heer | Austràlia | Competició |
| 2023 | Stille liv | Malene Choi Jensen | Dinamarca | Panorama |
| 2023 | Între revoluții | Vlad Petri | Romania | Forum |
| 2023 | Here | Bas Devos | Bèlgica | Encounters |
| 2024 | Keyk-e mahbub-e man | Maryam Moqadam, Behtash Sanaeeha                                                                                               | Iran / Suècia | Competició |
| 2024 | Faruk | Aslı Özge | Alemanya / · Turquia | Panorama |
| 2024 | The Human Hibernation | Anna Cornudella | Espanya | Forum |
| 2024 | Dormir De Olhos Abertos | Nele Wohlatz | Brasil / Argentina / Alemanya                                                                                                  | Encounters |